# Cobra (Conny-Land)
Pour les articles homonymes, voir Cobra (homonymie).
Cobra sont des montagnes russes navette en métal du parc Conny-Land, situé à Lipperswil, dans la commune de Wäldi, dans le canton de Thurgovie, en Suisse. Le parcours contient un looping vertical, la seule inversion de Suisse, et il est le plus rapide, le plus haut et le plus long du pays.

## Construction
La construction de l'attraction a commencé fin 2006. À cause de retards, elle a pris plus de trois ans et a été terminée au printemps 2010.

## Train
L'attraction comporte un train de neuf wagons. Les passagers sont placés à deux sur un rang pour un total de 18 passagers par train.